# Łysobyki
Łysobyki – wieś sołecka w Polsce położona w województwie mazowieckim, w powiecie wołomińskim, w gminie Tłuszcz.
W 2011 roku wieś miała 186 mieszkańców.
Wierni Kościoła rzymskokatolickiego należą do parafii św. Jana Chrzciciela w Miąsem lub do parafii Przemienienia Pańskiego w Tłuszczu.

## Historia
W latach 1975–1998 miejscowość administracyjnie należała do województwa ostrołęckiego.